# Бауман, Дитер
Дитер Бауман (нем. Dieter Baumann) — немецкий легкоатлет. Олимпийский чемпион 1992 года на дистанции 5000 метров.

## Биография
Свою спортивную карьеру Дитер начал с выступления за спортивный клуб LG Alb Donau. Позже выступал за такие клубы как VfL Waiblingen и Байер 04. Первый крупный успех пришёл в 1988 году, когда он выиграл серебряную медаль на дистанции 5000 метров. Спустя 4 года, на Олимпийских играх в Барселоне в упорной борьбе выиграл золотую медаль на дистанции 5000 метров, опередив представителя Кении Пола Битока всего на 0,19 с. В 1994 году выиграл чемпионат Европы на дистанции 5000 метров с результатом 13:36.93. Двукратный серебряный призёр чемпионата Европы в 1998 и 2002 годах на дистанции 10000 метров. Занял четвёртое место на Олимпийских играх 1996 года.
13 августа 1997 года на соревнованиях в Цюрихе установил новые рекорды Германии и Европы, пробежав дистанцию 5000 метров за 12:54.70, а также стал первым европейцем кому удалось выбежать дистанцию в 5000 метров из 13:00.00. До сих пор является одним из сильнейших стайеров в истории немецкого спорта.
Спортсмен года в Германии 1992 года. Спортивную карьеру завершил в 2003 году.